# Pseudomystus carnosus
Pseudomystus carnosus är en fiskart som beskrevs av Ng och Lim 2005. Pseudomystus carnosus ingår i släktet Pseudomystus och familjen Bagridae. Inga underarter finns listade i Catalogue of Life.